# Rebecka Kärde
Rebecka Ahlberg Kärde (* 1991) ist eine schwedische Literaturkritikerin und Übersetzerin. Sie wurde als eines der fünf externen Mitglieder in das Nobelkomitee für Literatur der Schwedischen Akademie gewählt.

## Leben
Rebecka Kärde ist in einem Stockholmer Arbeiterviertel als Kind zweier Bibliothekare aufgewachsen. Sie begann ihre akademische Ausbildung mit einem Bachelor-Studium in Schweden. Im Rahmen dieses Studiums zog sie 2012 für ein Auslands-Studienjahr nach Berlin. Danach beendete sie ihre Studium in Schweden mit dem Bachelorabschluss. Im Jahre 2014 zog sie wieder nach Berlin und studierte an der Humboldt-Universität klassische Philologie im Masterstudiengang mit dem Schwerpunkt Altgriechisch. 2022 lebte sie in Heidelberg, wo sie einen Masterabschluss in Griechisch, Latein, deutscher Literatur und Jiddisch anstrebte. Kärde übersetzt aus dem Englischen, Norwegischen und seit neuestem aus dem Deutschen (Walter Kempowski) ins Schwedische.

## Wirken als Kritikerin
Rebecka Kärde interessierte sich früh für Lyrik und begann 2011 Film-, Kunst-, und Literaturkritiken zu schreiben, unter anderem für eine Gewerkschaftszeitung, und für Kulturzeitschrift FLM und war zuvor stellvertretende Kulturredakteurin bei Arbetaren. Seit 2012 schreibt sie regelmäßig Literaturkritiken für Schwedens größte Tageszeitung, die Dagens Nyheter. Sie veröffentlichte auch zusammen mit Lyra Ekström Lindbäck, Mikaela Blomqvist und Victor Malm im Podcast Gästabudet. Im Jahre 2018 wurde sie als eines von fünf externen Mitgliedern in das neue Nobelkomitee der Schwedischen Akademie gewählt.

## Ehrungen und Preise
Im Jahre 2018 wurde Kärde mit dem mit 100.000 SEK dotierten Kritikerpreis der Schwedischen Akademie „für bedeutende Einsätze für schwedischsprachige Kritik“ ausgezeichnet.
Im Jahr 2021 erhielt Rebecka Kärde ein Axel-Liffner-Stipendium.